# Grigorij Jevdokimov
Grigorij Jermejevitj Jevdokimov (ryska: Григорий Еремеевич Евдокимов), född i oktober 1884 i Pavlodar, död 25 augusti 1936 i Moskva, var en sovjetisk bolsjevikisk politiker. Han beklädde flera höga ämbeten inom bolsjevikpartiet; bland annat var han ledamot av presidiet för USSR:s centrala exekutivkommitté.

## Biografi
Grigorij Jevdokimov blev medlem i Rysslands socialdemokratiska arbetareparti år 1903.
I samband med den stora terrorn greps Jevdokimov och åtalades vid den första Moskvarättegången 19–24 augusti 1936; han erkände bland annat att han tillsammans med Ivan Bakajev, Grigorij Zinovjev och Lev Kamenev hade organiserat mordet på Sergej Kirov. Jevdokimov dömdes till döden och avrättades genom arkebusering den 25 augusti 1936.
Grigorij Jevdokimov rehabiliterades år 1988.